# ウィリアム・イートン・チャンドラー

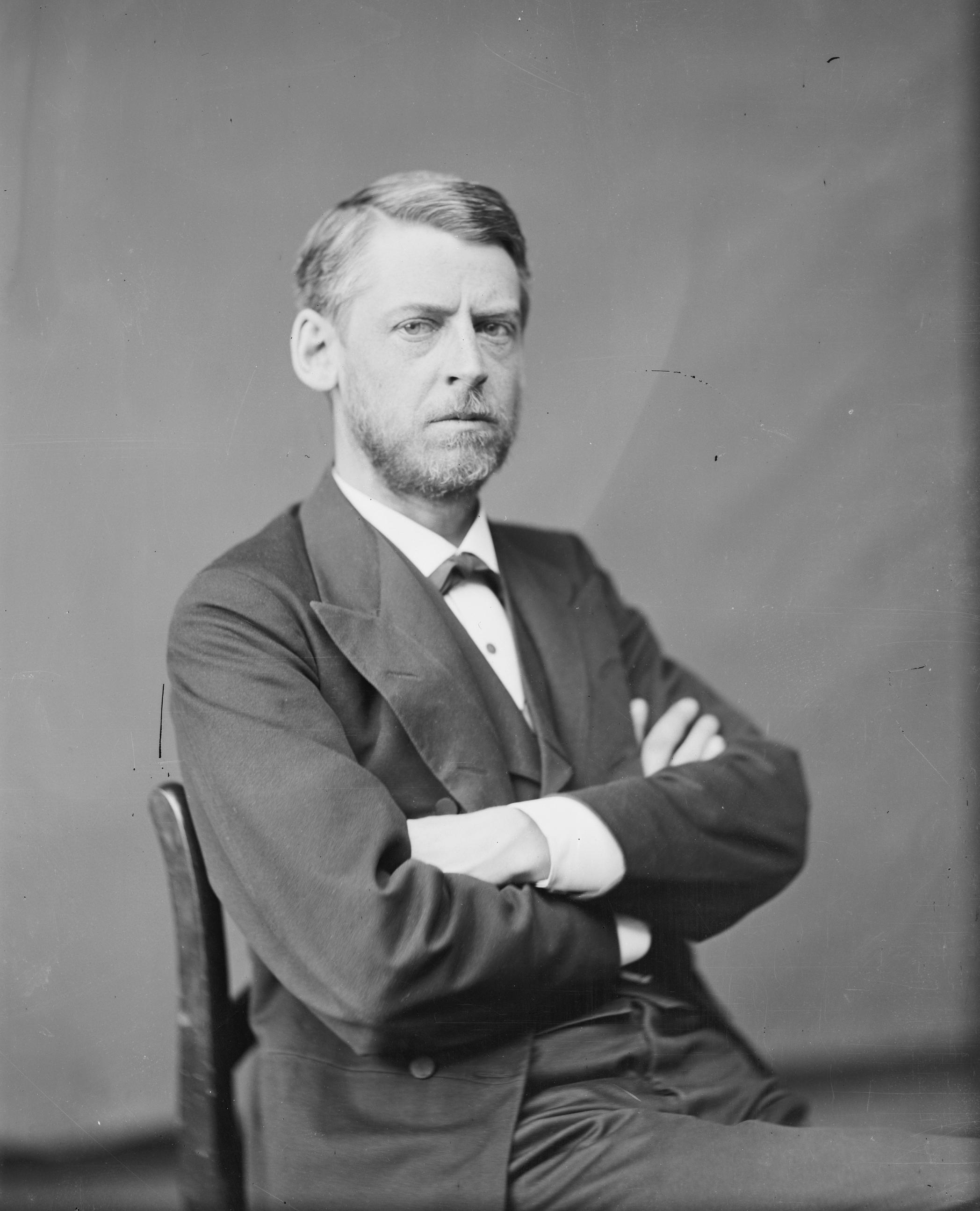
ウィリアム・イートン・チャンドラー

ウィリアム・イートン・チャンドラー（William Eaton Chandler, 1835年12月28日 - 1917年11月30日）は、アメリカ合衆国の政治家、弁護士。1882年から1885年まで第30代アメリカ合衆国海軍長官を、1887年から1901年までアメリカ合衆国上院議員を務めた。

## 生涯

### 青年期
1835年、チャンドラーはニューハンプシャー州コンコードで生まれた。チャンドラーは地元の公立学校を卒業し、バーモント州セットフォードとニューハンプシャー州ペンブロークの高校で学んだ。そして1854年にハーバード・ロー・スクールを卒業した。翌1855年、チャンドラーは弁護士として認可を受け、コンコード市内で弁護士業を開業した。

### 州での政治
1859年、チャンドラーはニューハンプシャー州最高裁判所の判決報道官に採用された。チャンドラーは1862年から1864年までニューハンプシャー州下院議員を務め、1863年からは下院議長も務めた。
1865年、チャンドラーはエイブラハム・リンカーン大統領から海軍省法務官に指名された。その後間もなく、チャンドラーは財務次官補となり、1867年まで同職を務めた。
財務次官補退任後、チャンドラーはニューハンプシャー州に戻り、新聞社を設立した。チャンドラーは1870年代から1880年代にかけて編集長として活動し、特に政治的トピックを扱った。その後チャンドラーは1876年に州憲法制定会議の代表を、1881年にニューハンプシャー州下院議員を務めた。

### 合衆国での政治
1882年、チャンドラーはチェスター・アーサー大統領から、海軍長官に指名された。チャンドラーは1885年まで同職を務めた。
1887年、チャンドラーは共和党からオースティン・パイクの死去により空席となったアメリカ合衆国上院の議席を補充するため、合衆国上院議員に選出された。チャンドラーは1889年の任期末まで務めた後、選挙で再選を果たした。チャンドラーは1895年にも再選出され、最終的に1901年まで3期連続で合衆国上院議員を務めた。1901年の再選も目指したが、それは失敗に終わった。チャンドラーは第51回および第52回の議会において移民委員会委員長を、第54回の議会において統計委員会委員長を、第55回および第56回の議会において特権選挙委員会委員長を務めた。
1901年、チャンドラーはウィリアム・マッキンリー大統領からスペイン賠償条約委員会の議長に指名され、1908年まで任務に当たった。

### 晩年
1908年に公職を離れた後、チャンドラーはコンコードおよびワシントンD.C.で弁護士活動を行った。
1917年11月、チャンドラーはニューハンプシャー州コンコードで死去した。チャンドラーの遺体は同市内のブロッサムヒル墓地に埋葬された。
チャンドラーの死後、その功績を称えて、アメリカ海軍では駆逐艦 USS Chandler (DD-206) にチャンドラーの名が付けられた。

## 家族
- 父親: ネイサン・S・チャンドラー (Nathan S. Chandler, 1797-1862)
- 母親: メアリー・アン・タッカー (Mary Ann Tucker, 1801-1883)

- 妻: アン・カロライン・ギルモア (Ann Caroline Gilmore, 1835-1873) - ニューハンプシャー州知事ジョセフ・アルブリー・ギルモアの娘
- 子供:
  - なし

- 妻: ルーシー・ランバート・ヘイル (Lucy Lambert Hale, 1843-1915) - 合衆国上院議員ジョン・パーカー・ヘイルの娘
  - 結婚: 1874年
- 子供:
  - ジョン・パーカー・ヘイル・チャンドラー (John Parker Hale Chandler, 1884-1930) - ニューハンプシャー州上院議員および下院議員